# Franklin Dyall
Franklin Dyall, född 3 februari 1874 i Liverpool, död 8 maj 1950 i Worthing i Sussex, var en brittisk skådespelare. Dyall var gift med skådespelaren Mary Merrall och far till skådespelaren Valentine Dyall.

## Filmografi i urval
- 1928 – Olovlig kärlek
- 1929 – Atlantic
- 1931 – Alibi
- 1931 – The Ringer
- 1933 – Kvinnorna kring kungen
- 1937 – Eld över England
- 1948 – Äventyraren